# Orgaan
Een orgaan is, binnen een organisme, een geheel van weefsels met een of meerdere functies ten behoeve van dat organisme. Een huidmondje is bijvoorbeeld een orgaan dat bij planten de ventilatie regelt. Vaak oefenen stelsels van enkele organen gezamenlijk een bepaalde functie uit. Zo verzorgen hart en bloedvaten samen de functie bloedsomloop.
Het grootste menselijke orgaan is de huid. Het bedekt het hele lichaam en heeft de functie het menselijk lichaam te beschermen tegen uitdroging, onderkoeling, beschadiging en ziektekiemen.
Organen kunnen samen orgaansystemen (stelsels) vormen. Deze organen hebben elkaar nodig om een complexere functie te kunnen uitoefenen.
- Het spijsverteringsstelsel bij zoogdieren bestaat onder andere uit de slokdarm, de maag en darmen, de lever en de alvleesklier.
- Een bloem bestaat uit gespecialiseerde (afgeleiden van) stengels en bladen: bloembodem, kelkbladen, kroonbladen, meeldraden en vruchtbladen met zaadknoppen.

## Dieren

### Enkele zoogdierorganen
- alvleesklier (pancreas)
- baarmoeder (uterus)
- bijnieren (glandulae suprarenales)
- bijschildklieren (glandulae parathyreoidicae)
- eierstokken (ovaria)
- galblaas (vesica fellea)
- hart (cor)
- hersenen (cerebrum)
- huid (dermis)
- hypothalamus (idem)
- lever (hepar)
- longen (pulmones)
- lymfeklieren
- maag (gaster of ventriculus)
- darm (intestina)
- dunne darm (intestinum tenue)
- dikke darm (intestinum crassum)
- milt (lien)
- neus (nasus)
- nier (ren)
- oog (oculus)
- oor (auris)
- penis
- placenta
- prostaat (prostata)
- schede (vagina)
- schildklier (glandula thyreoidica)
- slokdarm (oesophagus)
- spieren (musculi)
- teelbal (testis)
- tong (lingua)
- zwezerik (thymus)
- blaas (vesica urinaria)[1]

### Specifieke dierlijke organen
In de dierenwereld komen onder andere deze gespecialiseerde organen voor:
- rund en andere herkauwers: pens, netmaag, boekmaag, lebmaag (de laatste is homoloog met onze maag);
- vogel: twee paar longen met gespecialiseerde luchtbeweging en luchtzakken die zich tot in de beenderen uitstrekken;
- vis: kieuwen en zwemblaas.

## Planten
De basale organen van de zaadplanten zijn de wortel, de stengel (en takken) en het blad. Een plant bestaat in principe uit een wortelgestel, takgestel en bebladering.
Overige organen, zoals bloemen en vruchten, worden beschouwd als afgeleid van deze drie basale organen.
- Zo zijn bloemen samengesteld uit stengels (assen) en steriele en fertiele bladeren. Bloemen kunnen weer gegroepeerd staan in bloemgestel, zoals bloemhoofdjes, aren of pluimen.
- Vruchten zijn sterk verschillend in hun bouw, maar bevatten ten minste vruchtbladen met hun zaden, maar vaak ook andere delen afkomstig van de bloem zijn ermee vergroeid.

In tegenstelling tot de situatie bij dieren wordt bij planten het verlies van organen gewoonlijk gecompenseerd door de vorming van nieuwe: afgebroken of afgegeten takken, bladeren of wortels worden gewoonlijk weer vervangen door nieuwe.
Bij loofverliezende planten worden na bladverlies in de herfst weer nieuwe bladeren gevormd in het voorjaar.